# Giải vô địch bóng đá ASEAN 2024 (Bảng B)
Bảng B là một trong hai bảng đấu của Giải vô địch bóng đá ASEAN 2024. Bảng này bao gồm các đội tuyển Việt Nam, Indonesia, Philippines, Myanmar và Lào. Các trận đấu diễn ra từ ngày 9 đến ngày 21 tháng 12 năm 2024.
Việt Nam và Philippines đã giành quyền vào bán kết với tư cách là hai đội đứng đầu bảng.

## Các đội tuyển tham dự
| Vị trí | Đội tuyển   | Số lần tham dự | Thành tích tốt nhất                                                                      | Xếp hạng FIFA     | Xếp hạng FIFA     |
| Vị trí | Đội tuyển   | Số lần tham dự | Thành tích tốt nhất                                                                      | Tháng 10 năm 2024 | Tháng 11 năm 2024 |
| ------ | ----------- | -------------- | ---------------------------------------------------------------------------------------- | ----------------- | ----------------- |
| B1     | Việt Nam    | 15             | Vô địch (2008, 2018)                                                                     | 119               | 116               |
| B2     | Indonesia   | 15             | Á quân (2000, 2002, 2004, 2010, 2016, 2020)                                              | 130               | 125               |
| B3     | Philippines | 14             | Bán kết (2010, 2012, 2014, 2018)                                                         | 145               | 149               |
| B4     | Myanmar     | 15             | Hạng tư (2004), Bán kết (2016)                                                           | 165               | 167               |
| B5     | Lào         | 14             | Vòng bảng (1996, 1998, 2000, 2002, 2004, 2007, 2008, 2010, 2012, 2014, 2018, 2020, 2022) | 187               | 186               |

## Bảng đấu
| VT | Đội         | ST | T | H | B | BT | BB | HS | Đ  | Giành quyền tham dự     |
| -- | ----------- | -- | - | - | - | -- | -- | -- | -- | ----------------------- |
| 1  | Việt Nam    | 4  | 3 | 1 | 0 | 11 | 2  | +9 | 10 | Vòng đấu loại trực tiếp |
| 2  | Philippines | 4  | 1 | 3 | 0 | 4  | 3  | +1 | 6  | Vòng đấu loại trực tiếp |
| 3  | Indonesia   | 4  | 1 | 1 | 2 | 4  | 5  | −1 | 4  |                         |
| 4  | Myanmar     | 4  | 1 | 1 | 2 | 4  | 9  | −5 | 4  |                         |
| 5  | Lào         | 4  | 0 | 2 | 2 | 7  | 11 | −4 | 2  |                         |

1. 1 2  Điểm đối đầu: Indonesia 3, Myanmar 0.

## Các trận đấu

### Myanmar vs Indonesia
| Myanmar | 0–1      | Indonesia                     |
| ------- | -------- | ----------------------------- |
|         | Chi tiết | - Zin Nyi Nyi Aung 76' (l.n.) |

| Myanmar | Indonesia |

| GK               | 23 | Zin Nyi Nyi Aung     |       |     |
| LB               | 5  | Nanda Kyaw           |       | 85' |
| CB               | 17 | Thiha Htet Aung      |       | 75' |
| RB               | 2  | Hein Phyo Win        | 45+5' |     |
| CB               | 3  | Thet Hein Soe        |       |     |
| CM               | 7  | Lwin Moe Aung        |       |     |
| CM               | 22 | Zaw Win Thein        |       |     |
| DM               | 14 | Wai Lin Aung         | 35'   | 85' |
| LM               | 10 | Thiha Zaw            |       |     |
| RM               | 11 | Maung Maung Lwin (c) | 11'   |     |
| CF               | 16 | Aung Kaung Mann      |       | 54' |
| Thay người:      |    |                      |       |     |
| MF               | 21 | Ye Yint Aung         |       | 54' |
| DF               | 24 | Lat Wai Phone        |       | 75' |
| MF               | 19 | Oakkar Naing         |       | 85' |
| MF               | 13 | Aung Naing Win       |       | 85' |
| Huấn luyện viên: |    |                      |       |     |
| Myo Hlaing Win   |    |                      |       |     |

| GK               | 1  | Cahya Supriadi       |  |     |
| LB               | 12 | Pratama Arhan        |  |     |
| CB               | 13 | Muhammad Ferarri (c) |  |     |
| LW               | 16 | Dony Tri Pamungkas   |  |     |
| CB               | 4  | Kadek Arel           |  |     |
| AM               | 7  | Marselino Ferdinan   |  | 88' |
| CM               | 8  | Arkhan Fikri         |  |     |
| CM               | 17 | Zanadin Fariz        |  | 46' |
| RB               | 2  | Alfriyanto Nico      |  | 46' |
| RW               | 9  | Hokky Caraka         |  | 73' |
| CF               | 20 | Arkhan Kaka          |  | 46' |
| Thay người:      |    |                      |  |     |
| FW               | 10 | Rafael Struick       |  | 46' |
| MF               | 18 | Victor Dethan        |  | 46' |
| DF               | 14 | Asnawi Mangkualam    |  | 46' |
| MF               | 24 | Robi Darwis          |  | 73' |
| MF               | 11 | Ronaldo Kwateh       |  | 88' |
| Huấn luyện viên: |    |                      |  |     |
| Shin Tae-yong    |    |                      |  |     |

| Trợ lý trọng tài: So Kai Man (Hồng Kông) Nai Kei Sam Lam (Hồng Kông) Trọng tài thứ tư: Muhammad Usaid Jamal (Malaysia) |

| Thống kê             | Myanmar | Indonesia |
| -------------------- | ------- | --------- |
| Bàn thắng            | 0       | 1         |
| Tổng số cú sút       | 12      | 17        |
| Số cú sút trúng đích | 3       | 4         |
| Tỷ lệ kiểm soát bóng | 42%     | 57%       |
| Phạt góc             | 3       | 10        |
| Số lỗi phạt          | 9       | 11        |
| Việt vị              | 0       | 0         |
| Thẻ vàng             | 3       | 0         |
| Thẻ đỏ               | 0       | 0         |

### Lào vs Việt Nam
| Lào                         | 1–4                            | Việt Nam                                                                               |
| --------------------------- | ------------------------------ | -------------------------------------------------------------------------------------- |
| - Bounphachan 90+5' (ph.đ.) | Chi tiết (AMEC) Chi tiết (AFF) | - Nguyễn Hai Long 58' - Nguyễn Tiến Linh 63' - Nguyễn Văn Toàn 69' - Nguyễn Văn Vĩ 82' |

| Lào | Việt Nam |

| GK               | 12 | Xaysavath Souvanhnasok       |     |     |     |
| DF               | 3  | Phoutthavong Sangvilay       |     |     |     |
| CB               | 4  | Anantaza Siphongphan         |     |     |     |
| DF               | 20 | Sengdaovy Hanthavong         |     |     |     |
| CB               | 5  | Phetdavanh Somsanith         | 55' |     |     |
| LW               | 17 | Bounphachan Bounkong (c)     |     |     |     |
| DM               | 6  | Chanthavixay Khounthoumphone |     | 72' |     |
| MF               | 16 | Damoth Thongkhamsavath       |     | 80' |     |
| MF               | 9  | Kydavone Souvanny            |     | 88' |     |
| CF               | 14 | Chony Waenpaseuth            |     | 46' |     |
| FW               | 11 | Soukphachan Lueanthala       |     |     |     |
| Thay người:      |    |                              |     |     |     |
| AM               | 10 | Phathana Phommathep          |     | 46' | 72' |
| CF               | 7  | Anousone Xaypanya            | 84' | 72' |     |
| FW               | 23 | Peter Phanthavong            |     | 72' |     |
| CM               | 8  | Phoutthasay Khochalern       |     | 80' |     |
| CM               | 19 | Phousomboun Panyavong        |     | 88' |     |
| Huấn luyện viên: |    |                              |     |     |     |
| Ha Hyeok-jun     |    |                              |     |     |     |

| GK               | 21 | Nguyễn Đình Triệu  |  |     |
| CB               | 4  | Bùi Tiến Dũng      |  |     |
| DF               | 2  | Đỗ Duy Mạnh (c)    |  |     |
| CB               | 16 | Nguyễn Thành Chung |  |     |
| MF               | 25 | Doãn Ngọc Tân      |  | 60' |
| CM               | 14 | Nguyễn Hoàng Đức   |  |     |
| CM               | 24 | Nguyễn Hai Long    |  | 60' |
| LB               | 26 | Khuất Văn Khang    |  | 46' |
| FW               | 22 | Nguyễn Tiến Linh   |  |     |
| CM               | 5  | Trương Tiến Anh    |  | 86' |
| CM               | 15 | Bùi Vĩ Hào         |  | 60' |
| Thay người:      |    |                    |  |     |
| DF               | 3  | Nguyễn Văn Vĩ      |  | 46' |
| FW               | 10 | Phạm Tuấn Hải      |  | 60' |
| AM               | 19 | Nguyễn Quang Hải   |  | 60' |
| FW               | 9  | Nguyễn Văn Toàn    |  | 60' |
| DF               | 13 | Hồ Tấn Tài         |  | 86' |
| Huấn luyện viên: |    |                    |  |     |
| Kim Sang-sik     |    |                    |  |     |

| Trợ lý trọng tài: Kwak Seung-soon (Hàn Quốc) Mohd Yusri Muhammad (Malaysia) Trọng tài thứ tư: Mohd Kamil Zakaria Ismail (Malaysia) Trọng tài VAR: Choi Hyun-jai (Hàn Quốc) Trợ lý trọng tài VAR: Sivakorn Pu-udom (Thái Lan) Đỗ Kiến Tân (Trung Quốc) |

| Thống kê             | Lào | Việt Nam |
| -------------------- | --- | -------- |
| Bàn thắng            | 1   | 4        |
| Tổng số cú sút       | 7   | 21       |
| Số cú sút trúng đích | 3   | 11       |
| Tỷ lệ kiểm soát bóng | 26% | 73%      |
| Phạt góc             | 1   | 7        |
| Số lỗi phạt          | 8   | 8        |
| Việt vị              | 0   | 2        |
| Thẻ vàng             | 2   | 0        |
| Thẻ đỏ               | 0   | 0        |

### Philippines vs Myanmar
| Philippines              | 1–1      | Myanmar                |
| ------------------------ | -------- | ---------------------- |
| - Kristensen 72' (ph.đ.) | Chi tiết | - Maung Maung Lwin 25' |

| Philippines | Myanmar |

| GK               | 1  | Patrick Deyto           |  |     |
| LB               | 20 | Michael Kempter         |  |     |
| CM               | 17 | Zico Bailey             |  |     |
| CB               | 4  | Kike Linares            |  |     |
| DF               | 23 | Christian Rontini (c)   |  | 77' |
| RB               | 3  | Paul Tabinas            |  |     |
| CM               | 19 | Oskari Kekkonen         |  | 62' |
| RW               | 13 | Alex Monis              |  | 77' |
| FW               | 9  | Jarvey Gayoso           |  | 62' |
| AM               | 6  | Sandro Reyes            |  | 87' |
| CF               | 10 | Bjørn Martin Kristensen |  |     |
| Thay người:      |    |                         |  |     |
| DF               | 8  | Michael Baldisimo       |  | 62' |
| FW               | 24 | Javier Mariona          |  | 62' |
| CB               | 12 | Amani Aguinaldo         |  | 77' |
| WB               | 7  | Pocholo Bugas           |  | 77' |
| LW               | 18 | Patrick Reichelt        |  | 87' |
| Huấn luyện viên: |    |                         |  |     |
| Albert Capellas  |    |                         |  |     |

| GK               | 23 | Zin Nyi Nyi Aung | 71' |       |
| LB               | 5  | Nanda Kyaw       |     | 55'   |
| CB               | 17 | Thiha Htet Aung  | 13' |       |
| RB               | 2  | Hein Phyo Win    |     |       |
| CB               | 3  | Thet Hein Soe    |     |       |
| CM               | 7  | Lwin Moe Aung    |     |       |
| CM               | 22 | Zaw Win Thein    |     | 75'   |
| DM               | 14 | Wai Lin Aung     | 36' | 56'   |
| LM               | 10 | Thiha Zaw (c)    |     |       |
| RM               | 11 | Maung Maung Lwin |     | 90+1' |
| CF               | 16 | Aung Kaung Mann  |     | 46'   |
| Thay người:      |    |                  |     |       |
| MF               | 21 | Ye Yint Aung     |     | 46'   |
| MF               | 19 | Oakkar Naing     |     | 55'   |
| MF               | 13 | Aung Naing Win   |     | 56'   |
| MF               | 8  | Myat Kaung Khant |     | 75'   |
| RB               | 25 | Aung Wunna Soe   |     | 90+1' |
| Huấn luyện viên: |    |                  |     |       |
| Myo Hlaing Win   |    |                  |     |       |

| Trợ lý trọng tài: Kang Dong-ho (Hàn Quốc) Abdul Hannan Abdul Hasim (Singapore) Trọng tài thứ tư: Pansa Chaisanit (Thái Lan) Trọng tài VAR: Muhammad Taqi (Singapore) Trợ lý trọng tài VAR: Đỗ Kiến Tân (Trung Quốc) Choi Hyun-jai (Hàn Quốc) |

| Thống kê             | Philippines | Myanmar |
| -------------------- | ----------- | ------- |
| Bàn thắng            | 1           | 1       |
| Tổng số cú sút       | 23          | 8       |
| Số cú sút trúng đích | 8           | 4       |
| Tỷ lệ kiểm soát bóng | 61%         | 38%     |
| Phạt góc             | 8           | 1       |
| Số lỗi phạt          | 9           | 16      |
| Việt vị              | 1           | 3       |
| Thẻ vàng             | 0           | 3       |
| Thẻ đỏ               | 0           | 0       |

### Indonesia vs Lào
| Indonesia                      | 3–3                            | Lào                                               |
| ------------------------------ | ------------------------------ | ------------------------------------------------- |
| - Kadek 12' - Ferarri 18', 72' | Chi tiết (AMEC) Chi tiết (AFF) | - Phousomboun 9' - Phathana 13' - Phanthavong 77' |

| Indonesia | Lào |

| GK               | 22 | Daffa Fasya          |         |     |
| LB               | 12 | Pratama Arhan        |         | 81' |
| CB               | 5  | Kakang Rudianto      |         | 46' |
| DM               | 13 | Muhammad Ferarri (c) |         |     |
| SS               | 16 | Dony Tri Pamungkas   |         |     |
| CB               | 4  | Kadek Arel           |         |     |
| LM               | 7  | Marselino Ferdinan   | 40' 69' |     |
| CM               | 8  | Arkhan Fikri         |         | 81' |
| RM               | 15 | Rayhan Hannan        |         | 46' |
| RB               | 9  | Hokky Caraka         |         | 46' |
| CF               | 10 | Rafael Struick       |         |     |
| Thay người:      |    |                      |         |     |
| MF               | 17 | Zanadin Fariz        |         | 46' |
| DF               | 14 | Asnawi Mangkualam    |         | 46' |
| MF               | 18 | Victor Dethan        |         | 46' |
| MF               | 11 | Ronaldo Kwateh       |         | 81' |
| MF               | 24 | Robi Darwis          | 88'     | 81' |
| Huấn luyện viên: |    |                      |         |     |
| Shin Tae-yong    |    |                      |         |     |

| GK               | 12 | Keo-Oudone Souvannasangso |       |     |
| LB               | 13 | Xayasith Singsavang       |       | 46' |
| CB               | 4  | Anantaza Siphongphan      |       |     |
| CB               | 5  | Phetdavanh Somsanith      |       |     |
| CM               | 8  | Phoutthasay Khochalern    |       | 49' |
| AM               | 10 | Phathana Phommathep       | 28'   |     |
| LW               | 17 | Bounphachan Bounkong (c)  |       | 74' |
| RW               | 21 | Phoutthalak Thongsanith   |       | 67' |
| CM               | 19 | Phousomboun Panyavong     |       |     |
| RB               | 25 | Sonevilay Phetviengsy     |       | 46' |
| CF               | 7  | Anousone Xaypanya         |       |     |
| Thay người:      |    |                           |       |     |
| DF               | 20 | Sengdaovy Hanthavong      | 90+1' | 46' |
| DF               | 3  | Phoutthavong Sangvilay    | 65'   | 46' |
| MF               | 16 | Damoth Thongkhamsavath    |       | 49' |
| FW               | 11 | Soukphachan Lueanthala    |       | 67' |
| FW               | 23 | Peter Phanthavong         |       | 74' |
| Huấn luyện viên: |    |                           |       |     |
| Ha Hyeok-jun     |    |                           |       |     |

| Trợ lý trọng tài: Takebe Yosuke (Nhật Bản) Apichit Nophuan (Thái Lan) Trọng tài thứ tư: Warintorn Sassadee (Thái Lan) Trọng tài VAR: Muhammad Taqi (Singapore) Trợ lý trọng tài VAR: Mamdouh Al Shahdan Mufareh (Ả Rập Xê Út) |

| Thống kê             | Indonesia | Lào |
| -------------------- | --------- | --- |
| Bàn thắng            | 3         | 3   |
| Tổng số cú sút       | 24        | 12  |
| Số cú sút trúng đích | 9         | 3   |
| Tỷ lệ kiểm soát bóng | 66%       | 33% |
| Phạt góc             | 9         | 5   |
| Số lỗi phạt          | 12        | 12  |
| Việt vị              | 0         | 1   |
| Thẻ vàng             | 2         | 3   |
| Thẻ đỏ               | 1         | 0   |

### Lào vs Philippines
| Lào                  | 1–1                            | Philippines |
| -------------------- | ------------------------------ | ----------- |
| Baldisimo 34' (l.n.) | Chi tiết (AMEC) Chi tiết (AFF) | Reyes 77'   |

| Lào | Philippines |

| GK               | 1  | Kop Lokphathip           |       | 54' |
| DF               | 3  | Phoutthavong Sangvilay   |       |     |
| CB               | 4  | Anantaza Siphongphan     |       |     |
| DF               | 20 | Sengdaovy Hanthavong     |       |     |
| CB               | 5  | Phetdavanh Somsanith (c) |       |     |
| MF               | 15 | Phoutdavy Phommasane     |       | 46' |
| MF               | 24 | Sisavath Dalavong        |       | 46' |
| MF               | 16 | Damoth Thongkhamsavath   |       |     |
| MF               | 22 | Souphan Khambaion        |       | 36' |
| MF               | 9  | Kydavone Souvanny        | 70'   | 82' |
| FW               | 11 | Soukphachan Lueanthala   | 90+4' |     |
| Thay người:      |    |                          |       |     |
| AM               | 10 | Phathana Phommathep      | 87'   | 36' |
| CF               | 7  | Anousone Xaypanya        |       | 46' |
| CM               | 19 | Phousomboun Panyavong    |       | 46' |
| GK               | 18 | Xaysavath Souvanhnasok   |       | 54' |
| FW               | 23 | Peter Phanthavong        |       | 82' |
| Huấn luyện viên: |    |                          |       |     |
| Ha Hyeok-jun     |    |                          |       |     |

| GK               | 1  | Patrick Deyto           |  |     |
| CB               | 12 | Amani Aguinaldo (c)     |  |     |
| LB               | 20 | Michael Kempter         |  | 62' |
| CM               | 17 | Zico Bailey             |  |     |
| CB               | 4  | Kike Linares            |  | 62' |
| RB               | 3  | Paul Tabinas            |  |     |
| CM               | 19 | Oskari Kekkonen         |  | 81' |
| DF               | 8  | Michael Baldisimo       |  | 61' |
| RW               | 13 | Alex Monis              |  | 82' |
| AM               | 6  | Sandro Reyes            |  |     |
| CF               | 10 | Bjørn Martin Kristensen |  |     |
| Thay người:      |    |                         |  |     |
| FW               | 24 | Javier Mariona          |  | 61' |
| DF               | 5  | Scott Woods             |  | 62' |
| DF               | 23 | Christian Rontini       |  | 62' |
| WB               | 7  | Pocholo Bugas           |  | 81' |
| LW               | 18 | Patrick Reichelt        |  | 82' |
| Huấn luyện viên: |    |                         |  |     |
| Albert Capellas  |    |                         |  |     |

| Trợ lý trọng tài: Nishihashi Isao (Nhật Bản) Watanabe Kota (Nhật Bản) Trọng tài thứ tư: Tuan Mohd Yaasin Tuan Mohd Hanafiah (Malaysia) Trọng tài VAR: Choi Hyun-jai (Hàn Quốc) Trợ lý trọng tài VAR: Sivakorn Pu-udom (Thái Lan) Đỗ Kiến Tân (Trung Quốc) |

| Thống kê             | Lào | Philippines |
| -------------------- | --- | ----------- |
| Bàn thắng            | 1   | 1           |
| Tổng số cú sút       | 13  | 14          |
| Số cú sút trúng đích | 2   | 5           |
| Tỷ lệ kiểm soát bóng | 24% | 75%         |
| Phạt góc             | 5   | 6           |
| Số lỗi phạt          | 15  | 15          |
| Việt vị              | 0   | 2           |
| Thẻ vàng             | 3   | 0           |
| Thẻ đỏ               | 0   | 0           |

### Việt Nam vs Indonesia
| Việt Nam               | 1–0      | Indonesia |
| ---------------------- | -------- | --------- |
| - Nguyễn Quang Hải 77' | Chi tiết |           |

| Việt Nam | Indonesia |

| GK               | 1  | Filip Nguyen         |       |       |
| CB               | 4  | Bùi Tiến Dũng        |       |       |
| RB               | 7  | Phạm Xuân Mạnh       |       |       |
| CB               | 16 | Nguyễn Thành Chung   | 45+3' |       |
| RF               | 13 | Hồ Tấn Tài           |       | 75'   |
| LB               | 3  | Nguyễn Văn Vĩ        |       | 75'   |
| LF               | 19 | Nguyễn Quang Hải (c) |       |       |
| CM               | 25 | Doãn Ngọc Tân        |       | 61'   |
| CM               | 14 | Nguyễn Hoàng Đức     |       |       |
| CM               | 24 | Nguyễn Hai Long      |       |       |
| CF               | 22 | Nguyễn Tiến Linh     |       | 90+3' |
| Thay người:      |    |                      |       |       |
| FW               | 9  | Nguyễn Văn Toàn      |       | 61'   |
| MF               | 26 | Khuất Văn Khang      |       | 75'   |
| DF               | 17 | Vũ Văn Thanh         |       | 75'   |
| FW               | 15 | Bùi Vĩ Hào           |       | 90+3' |
| Huấn luyện viên: |    |                      |       |       |
| Kim Sang-sik     |    |                      |       |       |

| GK               | 1  | Cahya Supriadi       |     |     |
| RW               | 14 | Asnawi Mangkualam    |     |     |
| CB               | 13 | Muhammad Ferarri (c) |     |     |
| LW               | 16 | Dony Tri Pamungkas   |     | 88' |
| CB               | 4  | Kadek Arel           |     |     |
| LB               | 25 | Mikael Tata          |     | 46' |
| RB               | 19 | Achmad Maulana       |     |     |
| CM               | 8  | Arkhan Fikri         |     |     |
| CM               | 21 | Rivaldo Pakpahan     |     | 40' |
| AM               | 15 | Rayhan Hannan        |     | 80' |
| CF               | 9  | Hokky Caraka         | 29' | 46' |
| Thay người:      |    |                      |     |     |
| FW               | 10 | Rafael Struick       |     | 40' |
| MF               | 18 | Victor Dethan        |     | 46' |
| DF               | 12 | Pratama Arhan        |     | 46' |
| MF               | 11 | Ronaldo Kwateh       |     | 80' |
| MF               | 24 | Robi Darwis          |     | 88' |
| Huấn luyện viên: |    |                      |     |     |
| Shin Tae-yong    |    |                      |     |     |

| Trợ lý trọng tài: Ibrahim Abdullah Al Dakheel (Ả Rập Xê Út) Saad Saud Al Subaie (Ả Rập Xê Út) Trọng tài thứ tư: Songkran Bunmeekiart (Thái Lan) Trọng tài VAR: Mamdouh Al Shahdan Mufareh (Ả Rập Xê Út) Trợ lý trọng tài VAR: Muhammad Taqi (Singapore) |

| Thống kê             | Việt Nam | Indonesia |
| -------------------- | -------- | --------- |
| Bàn thắng            | 1        | 0         |
| Tổng số cú sút       | 18       | 2         |
| Số cú sút trúng đích | 4        | 1         |
| Tỷ lệ kiểm soát bóng | 71%      | 28%       |
| Phạt góc             | 7        | 2         |
| Số lỗi phạt          | 12       | 16        |
| Việt vị              | 1        | 0         |
| Thẻ vàng             | 1        | 1         |
| Thẻ đỏ               | 0        | 0         |

### Myanmar vs Lào
| Myanmar                                        | 3–2                            | Lào                        |
| ---------------------------------------------- | ------------------------------ | -------------------------- |
| - Lwin Moe Aung 32' - Win Naing Tun 87', 90+3' | Chi tiết (AMEC) Chi tiết (AFF) | - Kydavone 77' - Chony 81' |

| Myanmar | Lào |

| GK               | 23 | Zin Nyi Nyi Aung |     |     |
| LB               | 5  | Nanda Kyaw       |     | 87' |
| CB               | 17 | Thiha Htet Aung  |     | 87' |
| RB               | 2  | Hein Phyo Win    |     |     |
| CB               | 4  | Soe Moe Kyaw     |     |     |
| CB               | 3  | Thet Hein Soe    |     | 24' |
| CM               | 7  | Lwin Moe Aung    |     |     |
| CM               | 22 | Zaw Win Thein    |     |     |
| LM               | 10 | Thiha Zaw (c)    |     | 59' |
| RM               | 11 | Maung Maung Lwin | 57' |     |
| CF               | 16 | Aung Kaung Mann  |     | 24' |
| Thay người:      |    |                  |     |     |
| MF               | 19 | Oakkar Naing     |     | 24' |
| FW               | 9  | Win Naing Tun    |     | 24' |
| MF               | 21 | Ye Yint Aung     |     | 59' |
| MF               | 13 | Aung Naing Win   |     | 87' |
| DF               | 24 | Lat Wai Phone    |     | 87' |
| Huấn luyện viên: |    |                  |     |     |
| Myo Hlaing Win   |    |                  |     |     |

| GK               | 12 | Xaysavath Souvanhnasok       | 89' |     |
| LB               | 13 | Xayasith Singsavang          |     | 60' |
| CB               | 4  | Anantaza Siphongphan         |     |     |
| DF               | 20 | Sengdaovy Hanthavong         |     |     |
| CB               | 5  | Phetdavanh Somsanith (c)     |     |     |
| DM               | 6  | Chanthavixay Khounthoumphone |     | 78' |
| MF               | 16 | Damoth Thongkhamsavath       |     |     |
| CM               | 19 | Phousomboun Panyavong        |     | 40' |
| CF               | 7  | Anousone Xaypanya            |     | 61' |
| FW               | 11 | Soukphachan Lueanthala       |     |     |
| FW               | 23 | Peter Phanthavong            |     |     |
| Thay người:      |    |                              |     |     |
| MF               | 9  | Kydavone Souvanny            |     | 40' |
| DF               | 26 | Phonsak Seesavath            |     | 60' |
| CF               | 14 | Chony Waenpaseuth            |     | 61' |
| CM               | 8  | Phoutthasay Khochalern       |     | 78' |
| Huấn luyện viên: |    |                              |     |     |
| Ha Hyeok-jun     |    |                              |     |     |

| Trợ lý trọng tài: Mihara Jun (Nhật Bản) Takagi Takumi (Nhật Bản) Trọng tài thứ tư: Muhammad Usaid Jamal (Malaysia) |

| Thống kê             | Myanmar | Lào |
| -------------------- | ------- | --- |
| Bàn thắng            | 3       | 2   |
| Tổng số cú sút       | 32      | 9   |
| Số cú sút trúng đích | 9       | 5   |
| Tỷ lệ kiểm soát bóng | 60%     | 39% |
| Phạt góc             | 5       | 3   |
| Số lỗi phạt          | 14      | 8   |
| Việt vị              | 1       | 0   |
| Thẻ vàng             | 1       | 1   |
| Thẻ đỏ               | 0       | 0   |

### Philippines vs Việt Nam
| Philippines  | 1–1      | Việt Nam              |
| ------------ | -------- | --------------------- |
| - Gayoso 68' | Chi tiết | - Doãn Ngọc Tân 90+7' |

| Philippines | Việt Nam |

| GK               | 1  | Patrick Deyto           |        |     |
| LB               | 20 | Michael Kempter (c)     |        | 65' |
| CM               | 17 | Zico Bailey             |        |     |
| CB               | 2  | Adrian Ugelvik          |        |     |
| CB               | 4  | Kike Linares            | 3'     | 28' |
| RB               | 3  | Paul Tabinas            |        |     |
| DF               | 8  | Michael Baldisimo       |        | 46' |
| RW               | 13 | Alex Monis              |        |     |
| AM               | 6  | Sandro Reyes            |        |     |
| FW               | 24 | Javier Mariona          |        | 86' |
| CF               | 10 | Bjørn Martin Kristensen |        | 66' |
| Thay người:      |    |                         |        |     |
| CB               | 12 | Amani Aguinaldo         | 90+10' | 28' |
| CM               | 19 | Oskari Kekkonen         | 60'    | 46' |
| DF               | 5  | Scott Woods             |        | 65' |
| FW               | 9  | Jarvey Gayoso           |        | 66' |
| FW               | 14 | Dov Cariño              |        | 86' |
| Huấn luyện viên: |    |                         |        |     |
| Albert Capellas  |    |                         |        |     |

| GK               | 1  | Filip Nguyen       |     |     |
| DF               | 2  | Đỗ Duy Mạnh (c)    |     |     |
| DF               | 17 | Vũ Văn Thanh       |     |     |
| DF               | 20 | Bùi Hoàng Việt Anh |     |     |
| DF               | 6  | Nguyễn Thanh Bình  |     | 76' |
| AM               | 19 | Nguyễn Quang Hải   |     | 46' |
| MF               | 25 | Doãn Ngọc Tân      |     |     |
| CF               | 8  | Châu Ngọc Quang    |     | 63' |
| LB               | 26 | Khuất Văn Khang    |     | 75' |
| CF               | 18 | Đinh Thanh Bình    | 77' | 82' |
| CM               | 15 | Bùi Vĩ Hào         |     |     |
| Thay người:      |    |                    |     |     |
| CM               | 14 | Nguyễn Hoàng Đức   |     | 46' |
| FW               | 9  | Nguyễn Văn Toàn    |     | 63' |
| DF               | 3  | Nguyễn Văn Vĩ      |     | 75' |
| FW               | 22 | Nguyễn Tiến Linh   |     | 76' |
| FW               | 10 | Phạm Tuấn Hải      |     | 82' |
| Huấn luyện viên: |    |                    |     |     |
| Kim Sang-sik     |    |                    |     |     |

| Trợ lý trọng tài: Andrey Tsapenko (Uzbekistan) Timur Gaynulin (Uzbekistan) Trọng tài thứ tư: Mongkolchai Pechsri (Thái Lan) |

| Thống kê             | Philippines | Việt Nam |
| -------------------- | ----------- | -------- |
| Bàn thắng            | 1           | 1        |
| Tổng số cú sút       | 7           | 15       |
| Số cú sút trúng đích | 1           | 4        |
| Tỷ lệ kiểm soát bóng | 50%         | 49%      |
| Phạt góc             | 3           | 11       |
| Số lỗi phạt          | 13          | 15       |
| Việt vị              | 1           | 0        |
| Thẻ vàng             | 3           | 1        |
| Thẻ đỏ               | 0           | 0        |

### Việt Nam vs Myanmar
| Việt Nam                                                                                    | 5–0      | Myanmar |
| ------------------------------------------------------------------------------------------- | -------- | ------- |
| - Bùi Vĩ Hào 48' - Nguyễn Xuân Son 55', 90' - Nguyễn Quang Hải 74' - Nguyễn Tiến Linh 90+2' | Chi tiết |         |

| Việt Nam | Myanmar |

| GK               | 21 | Nguyễn Đình Triệu    |  |       |
| CB               | 4  | Bùi Tiến Dũng        |  |       |
| RB               | 7  | Phạm Xuân Mạnh       |  |       |
| CB               | 16 | Nguyễn Thành Chung   |  | 90+8' |
| DF               | 3  | Nguyễn Văn Vĩ        |  | 61'   |
| AM               | 19 | Nguyễn Quang Hải (c) |  |       |
| CM               | 14 | Nguyễn Hoàng Đức     |  | 74'   |
| FW               | 9  | Nguyễn Văn Toàn      |  | 62'   |
| CF               | 12 | Nguyễn Xuân Son      |  |       |
| CM               | 5  | Trương Tiến Anh      |  |       |
| CM               | 15 | Bùi Vĩ Hào           |  | 90+7' |
| Thay người:      |    |                      |  |       |
| DF               | 13 | Hồ Tấn Tài           |  | 61'   |
| FW               | 22 | Nguyễn Tiến Linh     |  | 62'   |
| DM               | 11 | Lê Phạm Thành Long   |  | 74'   |
| DF               | 2  | Đỗ Duy Mạnh          |  | 90+8' |
| FW               | 10 | Phạm Tuấn Hải        |  | 90+7' |
| Huấn luyện viên: |    |                      |  |       |
| Kim Sang-sik     |    |                      |  |       |

| GK               | 18 | Pyae Phyo Thu   |     |     |
| CB               | 17 | Thiha Htet Aung |     | 46' |
| RB               | 2  | Hein Phyo Win   | 40' |     |
| CB               | 4  | Soe Moe Kyaw    | 37' |     |
| DF               | 24 | Lat Wai Phone   |     | 66' |
| CM               | 7  | Lwin Moe Aung   |     |     |
| DM               | 14 | Wai Lin Aung    |     | 86' |
| MF               | 19 | Oakkar Naing    |     |     |
| MF               | 21 | Ye Yint Aung    |     | 72' |
| LM               | 10 | Thiha Zaw (c)   |     | 86' |
| FW               | 9  | Win Naing Tun   |     |     |
| Thay người:      |    |                 |     |     |
| CB               | 3  | Thet Hein Soe   |     | 46' |
| CF               | 16 | Aung Kaung Mann |     | 66' |
| CM               | 22 | Zaw Win Thein   |     | 72' |
| RB               | 25 | Aung Wunna Soe  |     | 86' |
| MF               | 13 | Aung Naing Win  |     | 86' |
| Huấn luyện viên: |    |                 |     |     |
| Myo Hlaing Win   |    |                 |     |     |

| Trợ lý trọng tài: Asada Takeshi (Nhật Bản) Takebe Yosuke (Nhật Bản) Trọng tài thứ tư: Wiwat Jumpa-on (Thái Lan) |

| Thống kê             | Việt Nam | Myanmar |
| -------------------- | -------- | ------- |
| Bàn thắng            | 5        | 0       |
| Tổng số cú sút       | 26       | 10      |
| Số cú sút trúng đích | 9        | 3       |
| Tỷ lệ kiểm soát bóng | 50%      | 50%     |
| Phạt góc             | 7        | 0       |
| Số lỗi phạt          | 4        | 9       |
| Việt vị              | 3        | 1       |
| Thẻ vàng             | 0        | 2       |
| Thẻ đỏ               | 0        | 0       |

### Indonesia vs Philippines
| Indonesia | 0–1      | Philippines            |
| --------- | -------- | ---------------------- |
|           | Chi tiết | Kristensen 63' (ph.đ.) |

| Indonesia | Philippines |

| GK               | 1  | Cahya Supriadi       |     |       |       |
| RM               | 14 | Asnawi Mangkualam    | 19' |       |       |
| LM               | 12 | Pratama Arhan        |     |       |       |
| CB               | 13 | Muhammad Ferarri (c) | 42' |       |       |
| LB               | 16 | Dony Tri Pamungkas   |     |       |       |
| CB               | 4  | Kadek Arel           |     |       |       |
| RB               | 19 | Achmad Maulana       |     | 79'   |       |
| AM               | 7  | Marselino Ferdinan   |     | 79'   |       |
| CM               | 8  | Arkhan Fikri         |     |       |       |
| AM               | 15 | Rayhan Hannan        |     | 90+4' |       |
| CF               | 10 | Rafael Struick       |     | 52'   |       |
| Thay người:      |    |                      |     |       |       |
| FW               | 9  | Hokky Caraka         |     | 52'   | 90+5' |
| MF               | 18 | Victor Dethan        |     | 79'   |       |
| FW               | 20 | Arkhan Kaka          |     | 79'   |       |
| MF               | 11 | Ronaldo Kwateh       |     | 90+4' |       |
| MF               | 24 | Robi Darwis          |     | 90+5' |       |
| Huấn luyện viên: |    |                      |     |       |       |
| Shin Tae-yong    |    |                      |     |       |       |

| GK               | 1  | Patrick Deyto           |        | 9'    |       |
| CB               | 12 | Amani Aguinaldo (c)     | 42'    |       |       |
| LB               | 20 | Michael Kempter         |        |       |       |
| DM               | 17 | Zico Bailey             |        |       |       |
| CB               | 2  | Adrian Ugelvik          | 33'    |       |       |
| RB               | 3  | Paul Tabinas            | 25'    |       |       |
| RM               | 13 | Alex Monis              |        |       |       |
| AM               | 6  | Sandro Reyes            |        |       |       |
| LM               | 5  | Scott Woods             |        | 70'   |       |
| CF               | 24 | Javier Mariona          |        | 46'   |       |
| CF               | 10 | Bjørn Martin Kristensen |        | 69'   |       |
| Thay người:      |    |                         |        |       |       |
| GK               | 16 | Quincy Kammeraad        | 90+10' | 9'    |       |
| FW               | 11 | Uriel Dalapo            | 47'    | 46'   | 90+4' |
| FW               | 9  | Jarvey Gayoso           | 90+11' | 69'   |       |
| DF               | 23 | Christian Rontini       | 90+11' | 70'   |       |
| FW               | 18 | Patrick Reichelt        |        | 90+4' |       |
| Huấn luyện viên: |    |                         |        |       |       |
| Albert Capellas  |    |                         |        |       |       |

| Trợ lý trọng tài: Yusuke Hamamoto (Nhật Bản) Umeda Tomoyuki (Nhật Bản) Trọng tài thứ tư: Jansen Foo Chuan Hui (Singapore) Trọng tài VAR: Mamdouh Al Shahdan Mufareh (Ả Rập Xê Út) Trợ lý trọng tài VAR: Mohammed Khaled Al Hoaish (Ả Rập Xê Út) |

| Thống kê             | Indonesia | Philippines |
| -------------------- | --------- | ----------- |
| Bàn thắng            | 0         | 1           |
| Tổng số cú sút       | 19        | 9           |
| Số cú sút trúng đích | 6         | 6           |
| Tỷ lệ kiểm soát bóng | 54%       | 45%         |
| Phạt góc             | 5         | 1           |
| Số lỗi phạt          | 13        | 17          |
| Việt vị              | 0         | 1           |
| Thẻ vàng             | 1         | 7           |
| Thẻ đỏ               | 1         | 0           |